# Небнетеру Тенрі
Небнетеру Тенрі (*XIV ст. до н. е. ) — давньоєгипетський політичний діяч XIX династії, верховний жрець Амона у Фівах за володарювання Сеті I.

## Життєпис
Походив зі знатного жрецького роду. Про батьків та дату народження нічого невідомо. Спочатку був жрецем в храмі Птаха. Тут одружився з Меритрою, представницею мемфіського жрецького роду. В подальшому вона стала начальницею гарему Амона.
Небнетеру був прихильником фараона Сеті I, допомігши останньому зміцнитися у владі. За це Небнетеру Тенрі зумів зробити гарну кар'єру. Згодом після смерті 
Пареннефер-Уеннефера стає верховним жрецем Амона. 
Наступником Небнетеру Тенрі був Небуненеф.

## Родина
- Пасер, верховний жрець Амона
- Тіті, розпорядник в храмі Маат